# خلف أحمد الحبتور
خلف بن أحمد الحبتور (1949-)، ملياردير إماراتي من دبي، مؤسس ورئيس مجلس إدارة مجموعة الحبتور ورئيس مجلس إدارة شركة دبي الوطنية للتأمين وإعادة التأمين. وهو عضو سابق في المجلس الوطني الاتحادي وفي مجلس إدارة غرفة تجارة وصناعة دبي ورئيس مجلس إدارة بنك دبي التجاري عضو في كلية جون كينيدي للإدارة الحكومية في جامعة هارفرد والعضو غير الأمريكي الوحيد في مجلس الحكام العالمي للمنظّمة الأمريكية المتحدة للخدمات (USO) ما بين 1994 و1997. استثماراته تتكون أغلبها من الإنشاءات العقارية.

## مسيرته
شقّ خلف الحبتور مسيرته المهنيّة موظّفاً في شركة إنشاءات إماراتية محليّة، ليؤسّس بعد ذلك عام 1970 شركته الخاصّة والتي أطلق عليها آنذاك اسم شركة الحبتور للمشاريع الهندسية، وكان ذلك في حقبة شهدت تغييراً جذرياً في المنطقة. إذ تأسّس اتحاد دولة الإمارات العربية المتحدة عام 1971، وضمّ تحت راية واحدة وللمرّة الأولى الإمارات السبع.
وفي وقت لاحق، أصبح لديه شركات عديدة تعمل جميعها تحت مظلة مجموعة الحبتور. تعمل المجموعة بشكل رئيس في قطاع الإنشاءات، لكنّها تُعنى أيضاً بإدارة الفنادق الفخمة، والاستثمارات العقاريّة، والمؤسسات التربوية، والتأمين، ووكالات توزيع السيارات، وتأجير السيارات، وقطاع النشر. وتستمرّ المجموعة اليوم بالنموّ، مؤمنة الوظائف لآلاف الأشخاص. 